# Distretto di Veliko Tărnovo
Il distretto di Veliko Tărnovo (in bulgaro Област Велико Търново?) è uno dei 28 distretti della Bulgaria situata nella parte settentrionale del paese.
Il capoluogo è la città di Veliko Tărnovo, particolarmente significativa da un punto di vista storico in quanto capitale della Bulgaria nel medioevo. 
Altre città di rilievo nel distretto sono Gorna Orjahovica, situata a 10 km da Veliko Tărnovo, Svištov, situata sul Danubio.

## Comuni
Il distretto è diviso in 10 comuni:
| Comune           | Bulgaro         | Pop.   |
| ---------------- | --------------- | ------ |
| Elena            | Елена           | 10 853 |
| Gorna Orjahovica | Горна Оряховица | 55 524 |
| Ljaskovec        | Лясковец        | 14 858 |
| Pavlikeni        | Павликени       | 27 801 |
| Polski Trămbeš   | Полски Тръмбеш  | 16 451 |
| Stražica         | Стражица        | 14 220 |
| Suhindol         | Сухиндол        | 2 763  |
| Svištov          | Свищов          | 41 138 |
| Veliko Tărnovo   | Велико Търново  | 92 768 |
| Zlatarica        | Златарица       | 4 770  |